# Thoune
Pour les articles homonymes, voir Thun (homonymie).
Thoune (Thun en allemand) est une ville et une commune suisse du canton de Berne, chef-lieu de l'arrondissement administratif homonyme.

## Géographie

### Situation

Photo aérienne par Walter Mittelholzer (1919).

Le territoire de Thoune s'étend sur 21,58 km2. Lors du relevé de 2013-2018, les surfaces d'habitations et d'infrastructures représentaient 52,0 % de sa superficie, les surfaces agricoles 25,8 %, les surfaces boisées 20,2 % et les surfaces improductives 1,9 %.
La ville de Thoune est située au bord du lac du même nom. Le centre historique ne se trouve pas directement au bord du lac, mais sur un îlot de l'Aar qui se sépare en deux bras pour traverser la ville.
Grâce à la présence du lac et à la proximité des montagnes enneigées, Thoune attire les touristes depuis le début du XIXe siècle. En 1859, la mise en service de la ligne de chemin de fer lui a apporté un souffle nouveau.
Durant la deuxième partie du XXe siècle, la ville s'est étendue vers l'ouest où se trouvent les quartiers modernes et où s'est implantée l'activité industrielle.

### Transports
- Gare de Thoune
  - Sur la ligne du Lötschberg
  - Sur la ligne ferroviaire Berne - Thoune - Spiez - Tunnel de base du Lötschberg - Brigue
  - Sur la ligne Emmental–Burgdorf–Thun
  - Sur la ligne de Berne à Thoune
- Lignes de bus STI (de)
- A6 (Bienne-Berne-Spiez)  16 (Thun-Nord)
- A6 (Bienne-Berne-Spiez)  17 (Thun-Sud)
- Route principale 6 (H6)
- Débarcadère sur le lac de Thoune pour les bateaux de la Schifffahrt Berner Oberland

## Histoire

Thoune vers 1890.

Le nom de la ville provient du celte dunum signifiant colline fortifiée ou château fort. L'emplacement actuel de la ville était déjà habité vers 2500 av. J.-C. Les Zähringen s'y installèrent en 1152. Berthold V de Zähringen transforma la citadelle en château.
Elle fut plus tard vendue à Berne et devint résidence des baillis.

## Population et société

### Démographie

#### Évolution de la population
La commune compte 43 905 habitants au 31 décembre 2023 pour une densité de population de 2 035 hab/km2. Sur la période 2010-2019, sa population a augmenté de 2,4 % (canton : 6,1 % ; Suisse : 9,4 %). Au 31 décembre 2021, l’agglomération de Thoune compte 81 261 habitants. 

#### Pyramide des âges
En 2023, le taux de personnes de moins de 30 ans s'élève à 28,5 %, au-dessous de la valeur cantonale (29,9 %). Le taux de personnes de plus de 60 ans est quant à lui de 32,1 %, alors qu'il est de 28,9 % au niveau cantonal.
La même année, la commune compte 20 962 hommes pour 22 943 femmes, soit un taux de 47,7 % d'hommes, inférieur à celui du canton (49,1 %).
| Hommes | Classe d’âge | Femmes |
| ------ | ------------ | ------ |
| 1,0    | 90 ans ou +  | 1,8    |
| 10,5   | 75 à 89 ans  | 13,5   |
| 18,2   | 60 à 74 ans  | 19,2   |
| 19,4   | 45 à 59 ans  | 19,5   |
| 21,1   | 30 à 44 ans  | 18,7   |
| 16,5   | 15 à 29 ans  | 15,6   |
| 13,3   | - de 14 ans  | 11,6   |

| Hommes | Classe d’âge | Femmes |
| ------ | ------------ | ------ |
| 0,7    | 90 ans ou +  | 1,6    |
| 8,8    | 75 à 89 ans  | 11,0   |
| 17,6   | 60 à 74 ans  | 18,1   |
| 21,0   | 45 à 59 ans  | 20,4   |
| 20,9   | 30 à 44 ans  | 20,2   |
| 15,9   | 15 à 29 ans  | 14,9   |
| 15,1   | - de 14 ans  | 13,8   |

### Sports
- FC Thoune (football)
- Wacker Thoune (handball)
- EHC Thoune (Hockey sur glace)

### Infrastructures militaires

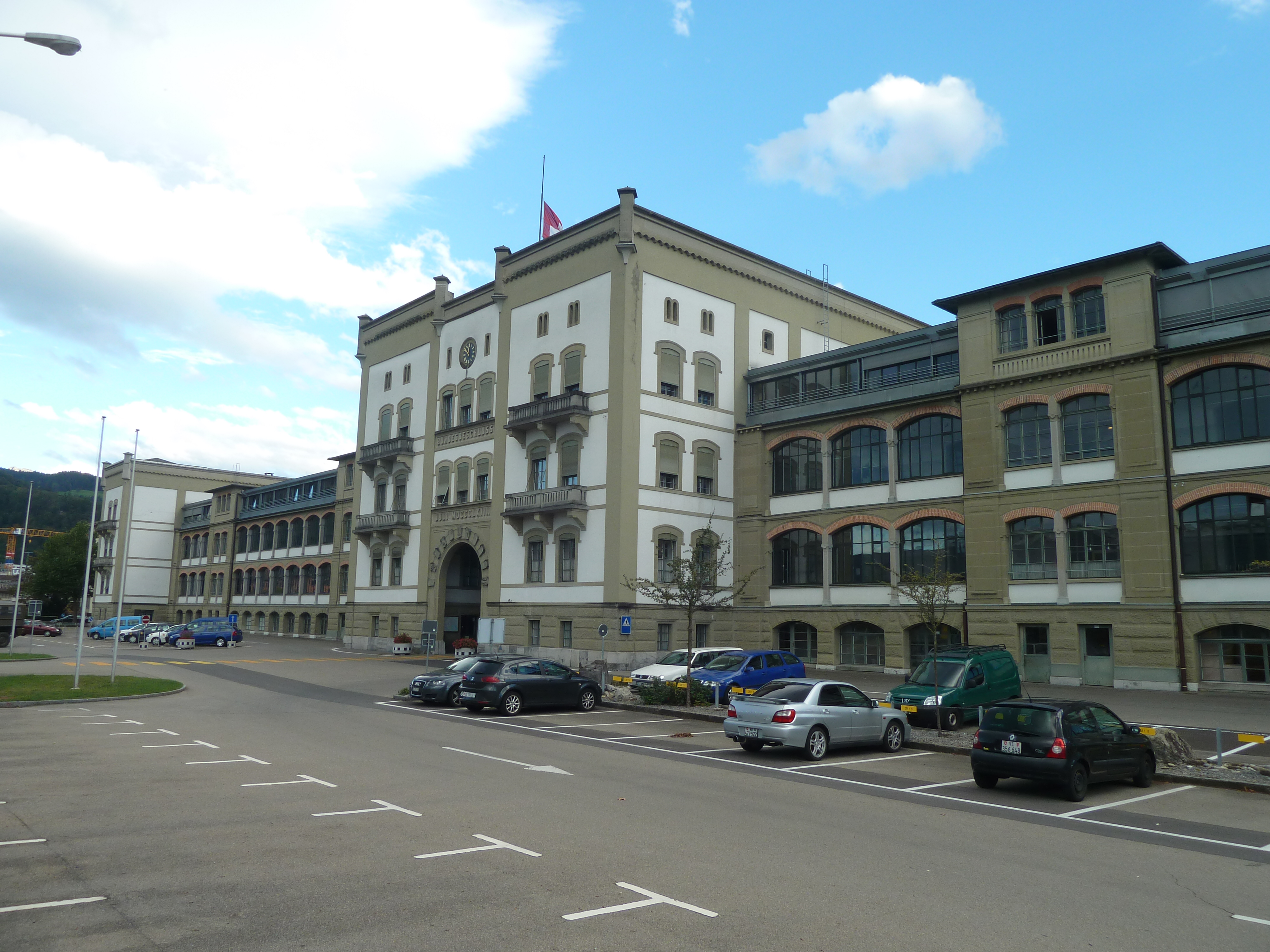
La caserne de la troupe I (Mannschaftskaserne I).

S'étendant sur plus de 6 km2, la Place d'armes de Thoune est la plus ancienne et la plus importante place d'armes fédérale de l'Armée suisse. Près d'un sixième des places de travail de la ville se trouve sur la base avec notamment Armasuisse et RUAG Land System. La place d'armes remonte à la création de l'école militaire centrale fédérale en 1819. Le général Guillaume-Henri Dufour se chargea de l'éducation militaire de Napoléon III à Thoune et en fit un capitaine d'artillerie bernois. La caserne de la troupe I, inaugurée en 1864, est inscrite à l'inventaire suisse des biens culturels d'importance nationale et régionale. La place inclut l'ancien aérodrome militaire de Thoune (de) devenu exclusivement civil en 1955.
Lors de sa création en 1819, l'école militaire centrale fédérale donne des cours aux cadres de l'artillerie et du génie et, dès 1828 aux cadres de l'infanterie, de la cavalerie, des carabiniers et aux officiers d'état-major général. L'ancien grenier à blé du Bälliz (de), sur l'île entouré par l'Aar constituant une partie de la vieille ville, est alors transformé en caserne et le magasin des sels du Freienhof, dans le même quartier, en salle de théorie. Des camps d'entraînement fédéraux (exercices tactiques) sont organisés à Thoune, six de 1826 à 1852. En 1841 une grande partie de l'Allmend est acheté par la Confédération pour en faire un terrain de manœuvres. La commune bourgeoise ouvre à l'armée l'école d'équitation en 1841 et 1846. Puis en 1850, la régie fédérale des chevaux y est logée, avant d'être déplacée au Schwäbis sur la commune de Steffisburg en 1891. En 1913, 250 hommes s'occupait alors de 1 000 chevaux de régie et de 200 chevaux fédéraux d'artillerie.

Canons d'artillerie de 12 cm (Ord.1882 Krupp) sur l'Allmend entre 1914 et 1918.

En 1863-1864, une nouvelle caserne est construite par la Confédération en bordure de du terrain de manœuvres de l'Allmend. Le parc de véhicules à moteur de l'armée fait son apparition en 1921. En 1938, la ville construisit la caserne Dufour, inaugurée en 1940, elle coïncide à la dernière école de recrues d’artillerie à Thoune, cette arme s'installe alors à Bière, Frauenfeld et au Monte Ceneri, la dernière école d'officiers d'artillerie a lieu en 1945. En 1982, la construction d'hôpital remplace l'infirmerie datant de 1864. Entre 1974 et 1989, l'armée construit les importantes installations de formation pour les troupes mécanisées et légères.
La place d'arme de Thoune comprend notamment les casernes de la troupe I et II et la caserne Dufour (1940), les halles d'instructions, l'installation d'instruction Klein-Allmend (Écoles maintenance 50), les terrains d'exercices sur l'Allmend avec place de tir et terrain de combat et de l'école de conduite, pistes de chars, installation de tir à 300 m (l'une des plus grandes d'Europe), installations de tir à courte distance. Le terrain de la place d'arme est utilisée conjointement par les militaires et les civiles ou séparément, et certaines portions de la place sont accessibles aux civils durant les week-ends.
Commandements, écoles et centres de compétences
- Formation d'application des blindés et de l'artillerie
  - Commandement
  - École de chars 21 et école des cadres chars et artillerie 22
  - Cdmt des écoles de cadres bl/art 22
  - Centre d'instruction des mécanisés (CIM) (notamment cours ELTAM)
  - Centre du subsistance Formation d'application blindés et art
- Formation d'application de la logistique (LVb logistik)
  - Commandement
  - École maintenance 50 (également à la place d'arme de Lyss). Elle remplace les écoles de recrues 52 pour mécaniciens char et armurier et 54 pour mécaniciens à moteur et l'école de cadres de maintenance 56.
  - Centre de compétences instruction de conduite de l'armée
  - Stages de formation des chefs de cuisine (Kü C LG)
- États-majors de conduite de l'armée
  - Centre de compétence C4ISTAR (système d'information et de conduite des Forces terrestres)
  - Commandement DEMUNEX (déminage et élimination des munitions non explosées), rattaché au Centre de compétence NBC - DEMUNEX basé à Spiez.
  - Sécurité militaire : Police militaire (Région 2)
- Formation d'application d'aide au commandement 30 (Forces aériennes)
  - Commandement de l'École de la Guerre Électronique 64 (École GE 64), caserne de Jassbach (Linden)
- Centre logistique et d'infrastructure de Thoune (plus grand centre logistique de l'armée)
- Centre médical régional de Thoune (CMR) du Service des soins de l'armée
- Service psychopédagogique (SPP)
- Bureau poste place d'arme
- Musée de chars (de)
- Association du musée suisse de l'armée Verein Schweizer Armeemuseum VSAM (centre de compétences pour l'histoire de la défense en Suisse)

## Économie
- RUAG Munition
- Schleuniger, fabricant de machines à traiter les câbles
- Studer, fabricant de machines
- EKW (Eidgenössische Konstruktions Werkstätte) était une entreprise de l'armée suisse, aujourd'hui une partie de RUAG
- Du début des années 1870 jusqu’à la Première Guerre mondiale, on a désigné sous le nom de majolique de Thoune des céramiques produites à Thoune et dans les environs[7].

## Jumelages
- Granby (Canada) depuis 1950
- Gabrovo (Bulgarie) depuis 1996
- Gadjagan (Togo) depuis 1989

## Culture et patrimoine

### Héraldique
| Blason | Blasonnement : De gueules à la bande d'argent chargée d'une étoile d'or à sept rais |

### Monuments et curiosités
- Le château de Thoune, unique ensemble fortifié édifié par la famille des Zähringen qui soit conservé. Il abrite le musée historique. La salle des chevaliers présente la tapisserie formée de champs d'écus provenant de la tente de Charles le Téméraire, gagnée à Grandson en 1476.

- L'église de Scherzligen, l'un des plus anciens édifices religieux du canton de Berne, remonte au VIIe siècle.

- Le château de Schadau, construit entre 1846 et 1854 selon les plans de Pierre-Charles Dusillion pour le banquier neuchâtelois Abraham Denis Alfred de Rougemont. Il a fait l'objet d'une restauration dans les années 1970.

- L'hôtel de ville du XVIe siècle (Rathaus).
- Église réformée Sainte-Marie, construction romane du XIVe siècle.
- Église réformée Saint-Maurice, reconstruite en 1738.
- Les arcades des quartiers anciens rappellent celles de Berne. Dans la Hauptgasse les trottoirs sont surélevés ; ils se trouvent au-dessus des caves des anciennes écuries.

### Musées
- Musée de l'histoire de Thoune et du château (dans le château)
- Musée des beaux-arts (de)
- Fondation Matériel historique de l'armée suisse
- Musée de chars (de)

### Manifestations
- Festival international des orgues de Barbarie, en juillet, toutes les années impaires depuis 1979.
- Ausschiesset (de) avec ses Fulehung

### Personnalités
- Le baron Gustave Charles Ferdinand de Bonstetten (1816-1892), archéologue suisse ; a vécu à Thoune.
- Markus Feldmann (1897–1958), conseiller fédéral suisse, né à Thoune.
- Hans Moser (1901–1974), cavalier suisse, champion olympique, né à Thoune.
- Ruth von Wild (1912-1983), enseignante suisse qui s'est consacrée à l'accompagnement des enfants réfugiés, morte à Thoune.
- Jean Ziegler (1934–), écrivain et sociologue suisse, né à Thoune.
- Heinz Schneiter (1935-2017), joueur de football suisse, né à Thoune.
- Guy Bovet (1942-), organiste et compositeur suisse, né à Thoune.
- Benedikt Weibel (1946–), entrepreneur suisse, ancien directeur des CFF, né à Thoune.
- Stefan Haenni (1958–), artiste peintre et écrivain suisse, né à Thoune.
- Markus Eggler (1969–), joueur de curling suisse, né à Thoune.
- Lukas Bärfuss (1971–), écrivain suisse de langue allemande, né à Thoune.
- Bruno Kernen (1972–), skieur suisse, né à Thoune.
- Simona de Silvestro (1988-), pilote automobile suisse, née à Thoune.